# Persone di cognome Lawrence
| Questa pagina contiene informazioni ricavate automaticamente dalle voci biografiche con l'ausilio del template Bio e di un bot. L'aggiornamento è periodico e automatico e ricostruisce completamente la pagina. Se manca una persona in questa lista, sei pregato di non aggiungerla, ma accertati piuttosto che la sua voce biografica contenga il template Bio e che i dati anagrafici siano correttamente compilati. Se il template Bio manca, inseriscilo tu stesso o, in alternativa, metti l'avviso {{tmp\|Bio}} che ne segnala la mancanza. Se i dati riportati sono sbagliati, correggi direttamente la voce biografica; le modifiche saranno visibili in questa lista entro pochi giorni. Per chiarimenti vedi il progetto antroponimi. La lista contiene solo le 107 persone che sono citate nell'enciclopedia e per le quali è stato implementato correttamente il template Bio. Pagina aggiornata al 7 ago 2025. |

Questa è una lista di persone presenti nell'enciclopedia che hanno il cognome Lawrence, suddivise per attività principale.

## Agenti segreti(1)
- Thomas Edward Lawrence, agente segreto, militare e archeologo britannico (Tremadog, n. 1888 - Wareham, † 1935)

## Allenatori di calcio(2)
- Dennis Lawrence, allenatore di calcio e ex calciatore trinidadiano (Morvant, n. 1974)
- Jimmy Lawrence, allenatore di calcio e calciatore scozzese (Glasgow, n. 1885 - Glasgow, † 1934)

## Aracnologi(1)
- Reginald Frederick Lawrence, aracnologo sudafricano (George, n. 1897 - Pietermaritzburg, † 1987)

## Arbitri di rugby a 15(2)
- Bryce Lawrence, arbitro di rugby a 15 neozelandese (Tauranga, n. 1970)
- Mark Lawrence, arbitro di rugby a 15 sudafricano (Standerton, n. 1965)

## Astronaute(1)
- Wendy Lawrence, ex astronauta e ingegnere statunitense (Jacksonville, n. 1959)

## Astronomi(1)
- Kenneth J. Lawrence, astronomo statunitense (n. 1964)

## Attori(12)
- Andrew Lawrence, attore e regista statunitense (Filadelfia, n. 1988)
- André Lawrence, attore canadese (Montréal, n. 1939)
- Colin Lawrence, attore inglese (Londra)
- Joey Lawrence, attore e cantante statunitense (Filadelfia, n. 1976)
- Marc Lawrence, attore e regista statunitense (New York, n. 1910 - Palm Springs, † 2005)
- Mark Christopher Lawrence, attore e comico statunitense (Compton, n. 1964)
- Martin Lawrence, attore, regista e produttore televisivo statunitense (Francoforte sul Meno, n. 1965)
- Matthew Lawrence, attore statunitense (Abington, n. 1980)
- Peter Lee Lawrence, attore tedesco (Lindau, n. 1944 - Roma, † 1974)
- Scott Lawrence, attore statunitense (Los Angeles, n. 1963)
- Steve Lawrence, attore e cantante statunitense (New York, n. 1935 - Los Angeles, † 2024)
- Steven Anthony Lawrence, attore statunitense (Fresno, n. 1990)

## Attori teatrali(1)
- Edmund Lawrence, attore teatrale e regista cinematografico statunitense (San Francisco, n. 1881 - Lake Secor, † 1944)

## Attrici(14)
- Adelaide Lawrence, attrice statunitense (Brooklyn, n. 1905 - Beverly Hills, † 1989)
- Amanda Lawrence, attrice britannica (Torbay, n. 1971)
- Barbara Lawrence, attrice e modella statunitense (Carnegie, n. 1930 - Los Angeles, † 2013)
- Carolyn Lawrence, attrice e doppiatrice statunitense (Baltimora, n. 1967)
- Claudia Lawrence, attrice e ballerina italiana (Verona, n. 1925)
- Florence Lawrence, attrice e inventrice canadese (Hamilton, n. 1886 - Beverly Hills, † 1938)
- Gertrude Lawrence, attrice e cantante britannica (Londra, n. 1898 - New York, † 1952)
- Gracie Lawrence, attrice e cantante statunitense (New York, n. 1997)
- Jennifer Lawrence, attrice e produttrice cinematografica statunitense (Indian Hills, n. 1990)
- Megan Lawrence, attrice e cantante statunitense (n. 1972)
- Rosina Lawrence, attrice, cantante e ballerina statunitense (Ottawa, n. 1912 - New York, † 1997)
- Sharon Lawrence, attrice e ballerina statunitense (Charlotte, n. 1961)
- Stephanie Lawrence, attrice, cantante e ballerina inglese (Newcastle, n. 1949 - Londra, † 2000)
- Tamara Lawrance, attrice britannica (Wembley, n. 1994)

## Attrici teatrali(1)
- Lillian Lawrence, attrice teatrale statunitense (Alexandria, n. 1868 - Beverly Hills, † 1926)

## Bassisti(1)
- Jack Lawrence, bassista statunitense (Kentucky, n. 1976)

## Bobbisti(1)
- Richard Webster Lawrence, bobbista statunitense (West Chazy, n. 1906 - Rochester, † 1974)

## Calciatori(11)
- Aaron Lawrence, ex calciatore giamaicano (Lucea, n. 1970)
- Tony Lawrence, ex calciatore inglese (Londra, n. 1946)
- Climax Lawrence, ex calciatore indiano (Margao, n. 1979)
- George Lawrence, ex calciatore inglese (Kensington, n. 1962)
- Henry Lawrence, calciatore inglese (Southwark, n. 2001)
- James Lawrence, calciatore inglese (Henley-on-Thames, n. 1992)
- Jamie Lawrence, ex calciatore giamaicano (Londra, n. 1970)
- Jamie Lawrence, calciatore tedesco (Monaco di Baviera, n. 2002)
- Kemar Lawrence, calciatore giamaicano (Kingston, n. 1992)
- Liam Lawrence, ex calciatore irlandese (Retford, n. 1981)
- Tom Lawrence, calciatore gallese (Wrexham, n. 1994)

## Calciatrici(2)
- Ashley Lawrence, calciatrice canadese (Toronto, n. 1995)
- Nadia Lawrence, calciatrice gallese (n. 1989)

## Canoiste(2)
- Jacqueline Lawrence, canoista australiana (Brisbane, n. 1982)
- Rosalyn Lawrence, canoista australiana (Lismore, n. 1989)

## Cantanti(3)
- Amber Lawrence, cantante australiana (Mascot, n. 1978)
- Philip Lawrence, cantante statunitense (Evansville, n. 1980)
- Vicki Lawrence, cantante e attrice statunitense (Inglewood, n. 1949)

## Cantautori(1)
- Jack Lawrence, cantautore statunitense (Brooklyn, n. 1912 - Danbury, † 2009)

## Cestiste(2)
- Janice Lawrence, ex cestista e allenatrice di pallacanestro statunitense (Lucedale, n. 1962)
- Kahlia Lawrence, ex cestista statunitense (Columbus, n. 1996)

## Cestisti(4)
- Ed Lawrence, cestista statunitense (Lake Charles, n. 1952 - † 2015)
- Andrew Lawrence, cestista britannico (Woking, n. 1990)
- David Lawrence, cestista e allenatore di pallacanestro statunitense (Rayne, n. 1959 - Cremona, † 2017)
- Eugene Lawrence, cestista statunitense (Brooklyn, n. 1986)

## Criminali(1)
- Richard Lawrence, criminale statunitense (Inghilterra - Washington, † 1861)

## Dirigenti d'azienda(1)
- George Newbold Lawrence, dirigente d'azienda e ornitologo statunitense (n. 1806 - † 1895)

## Dirigenti sportivi(1)
- Lennie Lawrence, dirigente sportivo, allenatore di calcio e ex calciatore inglese (Brighton, n. 1947)

## Disegnatrici(1)
- Judith Ann Lawrence, disegnatrice e scrittrice statunitense (New York, n. 1940)

## Editori(1)
- David Lawrence, editore e imprenditore statunitense (Filadelfia, n. 1888 - Sarasota, † 1973)

## Fisici(1)
- Ernest Orlando Lawrence, fisico statunitense (Canton, n. 1901 - Palo Alto, † 1958)

## Giocatori di football americano(7)
- Anthony Lawrence, ex giocatore di football americano e allenatore di football americano statunitense (San Diego, n. 1996)
- DeMarcus Lawrence, giocatore di football americano statunitense (Aiken, n. 1992)
- Dexter Lawrence, giocatore di football americano statunitense (Wake Forest, n. 1997)
- Henry Lawrence, ex giocatore di football americano statunitense (Palmetto, n. 1951)
- Nigel Lawrence, giocatore di football americano statunitense
- Rashard Lawrence, giocatore di football americano statunitense (Monroe, n. 1998)
- Trevor Lawrence, giocatore di football americano statunitense (Knoxville, n. 1999)

## Giocatori di snooker(1)
- Fred Lawrence, giocatore di snooker britannico (n. 1895 - † 1956)

## Giornaliste(1)
- Dorothy Lawrence, giornalista britannica (Hendon, n. 1896 - Londra, † 1964)

## Insegnanti(1)
- Penelope Lawrence, docente britannica (Hyde Park, n. 1856 - Hemel Hempstead, † 1932)

## Magistrati(1)
- Geoffrey Lawrence, magistrato e nobile britannico (Builth Wells, n. 1880 - Malmesbury, † 1971)

## Mezzofondisti(1)
- Allan Lawrence, mezzofondista e maratoneta australiano (Punchbowl, n. 1930 - Houston, † 2017)

## Militari(3)
- Charles Lawrence, militare inglese (Plymouth, n. 1709 - Halifax, † 1760)
- Henry Montgomery Lawrence, militare britannico (Matara, n. 1806 - Lucknow, † 1857)
- Robert Lawrence, militare, imprenditore e produttore cinematografico britannico (n. 1960)

## Modelle(2)
- Iskra Lawrence, modella britannica (Wolverhampton, n. 1990)
- Sara Lawrence, modella giamaicana (Kingston, n. 1984)

## Monaci cristiani(1)
- Robert Lawrence, monaco cristiano e abate inglese (Tyburn, † 1535)

## Montatrici(1)
- Viola Lawrence, montatrice statunitense (Brooklyn, n. 1894 - Los Angeles, † 1973)

## Nuotatrici(1)
- Micah Lawrence, ex nuotatrice statunitense (Las Cruces, n. 1990)

## Piloti automobilistici(1)
- Chris Lawrence, pilota automobilistico britannico (Londra, n. 1933 - Herefordshire, † 2011)

## Pittori(2)
- Jacob Lawrence, pittore statunitense (Atlantic City, n. 1917 - Seattle, † 2000)
- Thomas Lawrence, pittore britannico (Bristol, n. 1769 - Londra, † 1830)

## Politiche(1)
- Brenda Lawrence, politica statunitense (Detroit, n. 1954)

## Politici(4)
- Edmund Lawrence, politico nevisiano (Saint Kitts)
- Elisha Lawrence, politico statunitense (n. 1746 - † 1799)
- John Lawrence, I barone Lawrence, politico britannico (Londra, n. 1811 - Londra, † 1879)
- John Lawrence, politico inglese (St Albans, n. 1618 - † 1699)

## Registi(1)
- Francis Lawrence, regista statunitense (Vienna, n. 1971)

## Sceneggiatori(2)
- Marc Lawrence, sceneggiatore, regista e produttore cinematografico statunitense (New York, n. 1959)
- Bill Lawrence, sceneggiatore, regista e produttore televisivo statunitense (Ridgefield, n. 1968)

## Sciatrici alpine(1)
- Sherry Lawrence, ex sciatrice alpina canadese (Calgary, n. 1984)

## Scrittori(1)
- David Herbert Lawrence, scrittore, poeta e drammaturgo britannico (Eastwood, n. 1885 - Vence, † 1930)

## Scrittori di fantascienza(1)
- Henry Lionel Lawrence, autore di fantascienza britannico (Londra, n. 1908 - Colchester, † 1990)

## Soprani(1)
- Marjorie Lawrence, soprano australiano (Deans Marsh, a 135 km. da Melbourne, n. 1907 - Little Rock, † 1979)

## Storici(1)
- Lawrence James, storico britannico (Bath, n. 1943)

## Velociste(1)
- Tayna Lawrence, ex velocista giamaicana (Spanish Town, n. 1975)

## Velocisti(1)
- Brijesh Lawrence, velocista nevisiano (Basseterre, n. 1989)